# Saint-Julien-en-Genevois
Saint-Julien-en-Genevois é uma comuna francesa situada na região administrativa de Auvérnia-Ródano-Alpes, no departamento francês da Alta-Saboia, que faz fronteira com Genebra.

## Toponímia
Tira o seu nome de um mártir do século III, são Juliano de Brioude, que evangelizou a região o que foi confirmado pela descoberta de uma basílica.

## História
A história de Saint-Julien, que durante séculos sofreu das querelas entre o Condado de Genebra e a Casa de Saboia em razão da sua situação geográfica, está intimamente ligada à assinatura, a 21 de Julho de 1603 do tratado de Saint-Julien, tratado de paz que pôs fim às guerras entre Genebra e a Savoia.
Saint-Julien é a capital do Genevois, nome da província histórica do antigo Ducado de Saboia mas que perdura como nome da região que compreende a planície de Genebra. O Genevois está delimitada a norte pela fronteira com a Suíça e mais precisamente pelo cantão de Genebra, a leste pelo Salève, e a sul pela pequena elevação chamada Vuache.

## Localização
Saint-Julien-en-Genevois é uma das três sub-prefeituras da Alta-Saboia e a sua proximidade de Genebra, com a qual tem fronteiras, tornou-a uma importante zona residencial para os frontalier, os que moram na França mas trabalham na Suíça.
A uma dezena de quilómetros da fronteira com Genebra desde há muito que beneficia deste vizinho importante como é o caso da ligação por elétrico (bonde) desde 1924

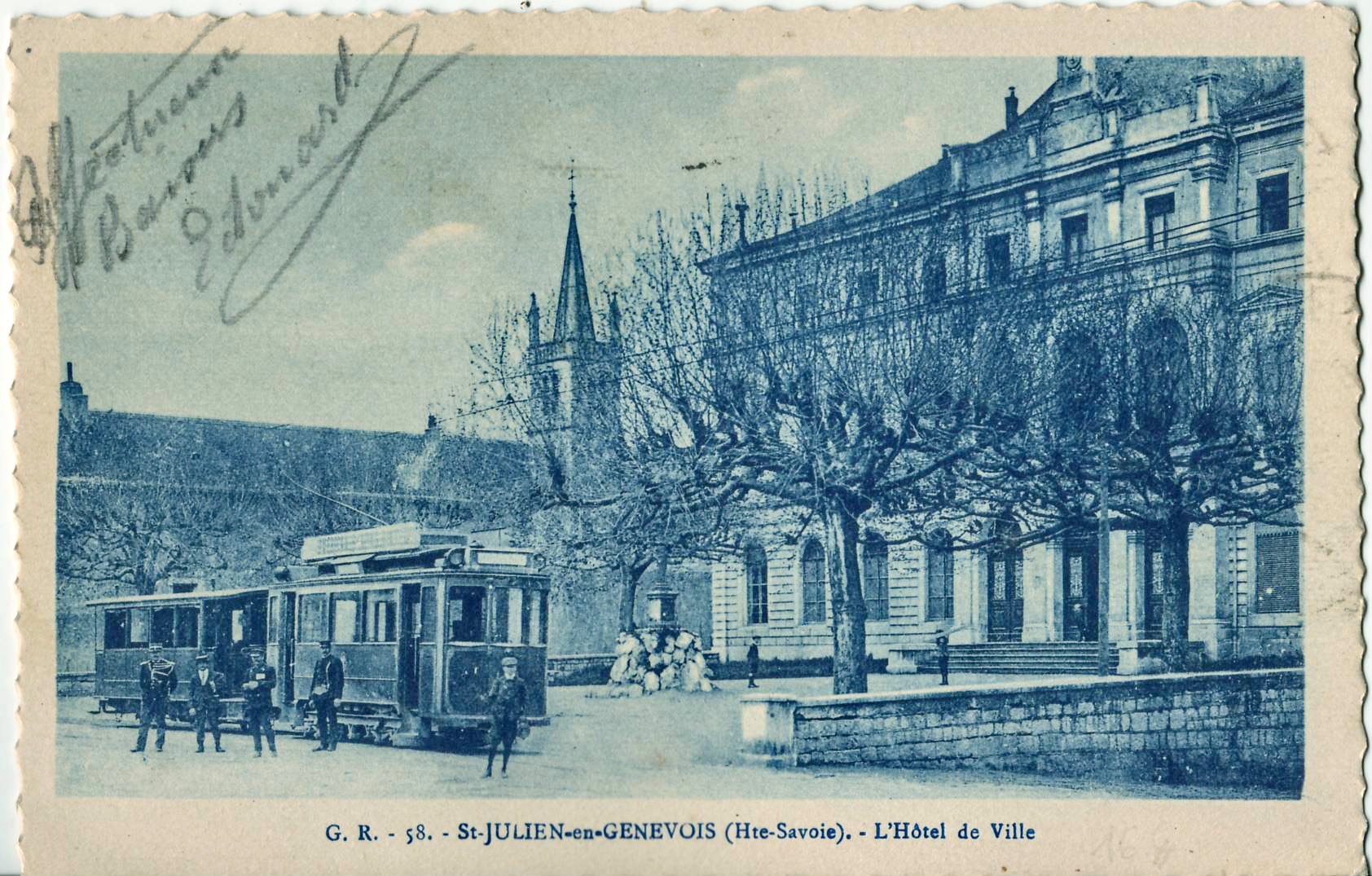
Um eléctrico em frente do Hôtel de Ville de Saint-Julien-en-Genevois em 1924